# Klezmer

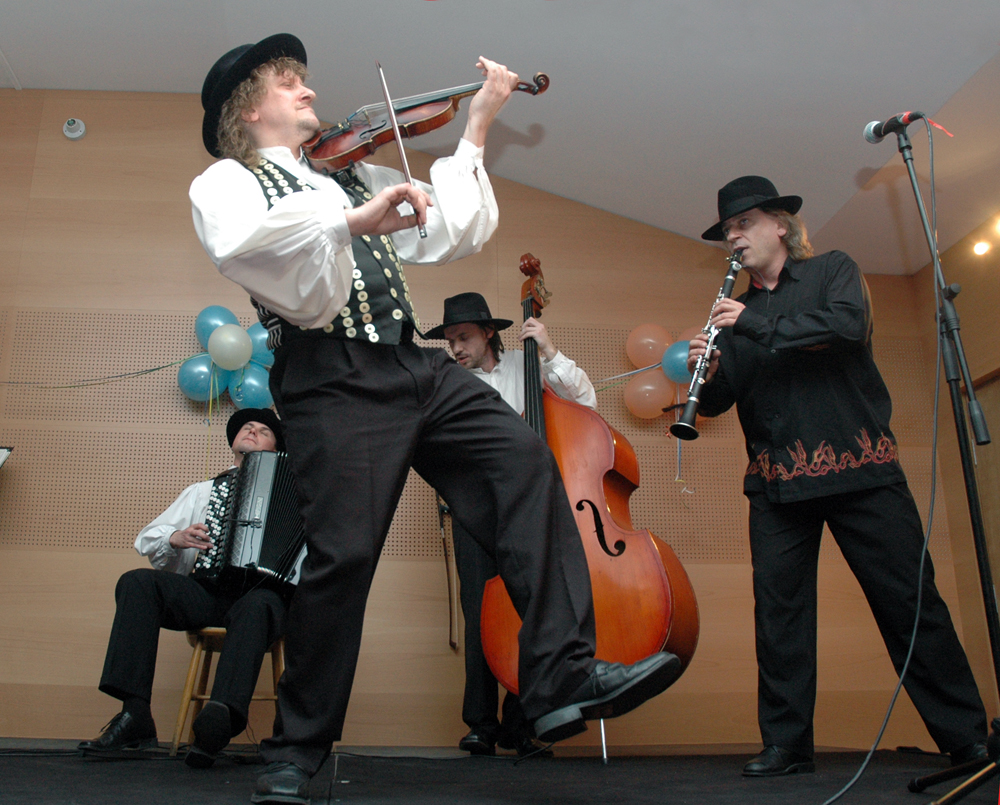
Gruppen Lubliner Klezmorim spelar på Purimbalen i Warszawa, mars 2009

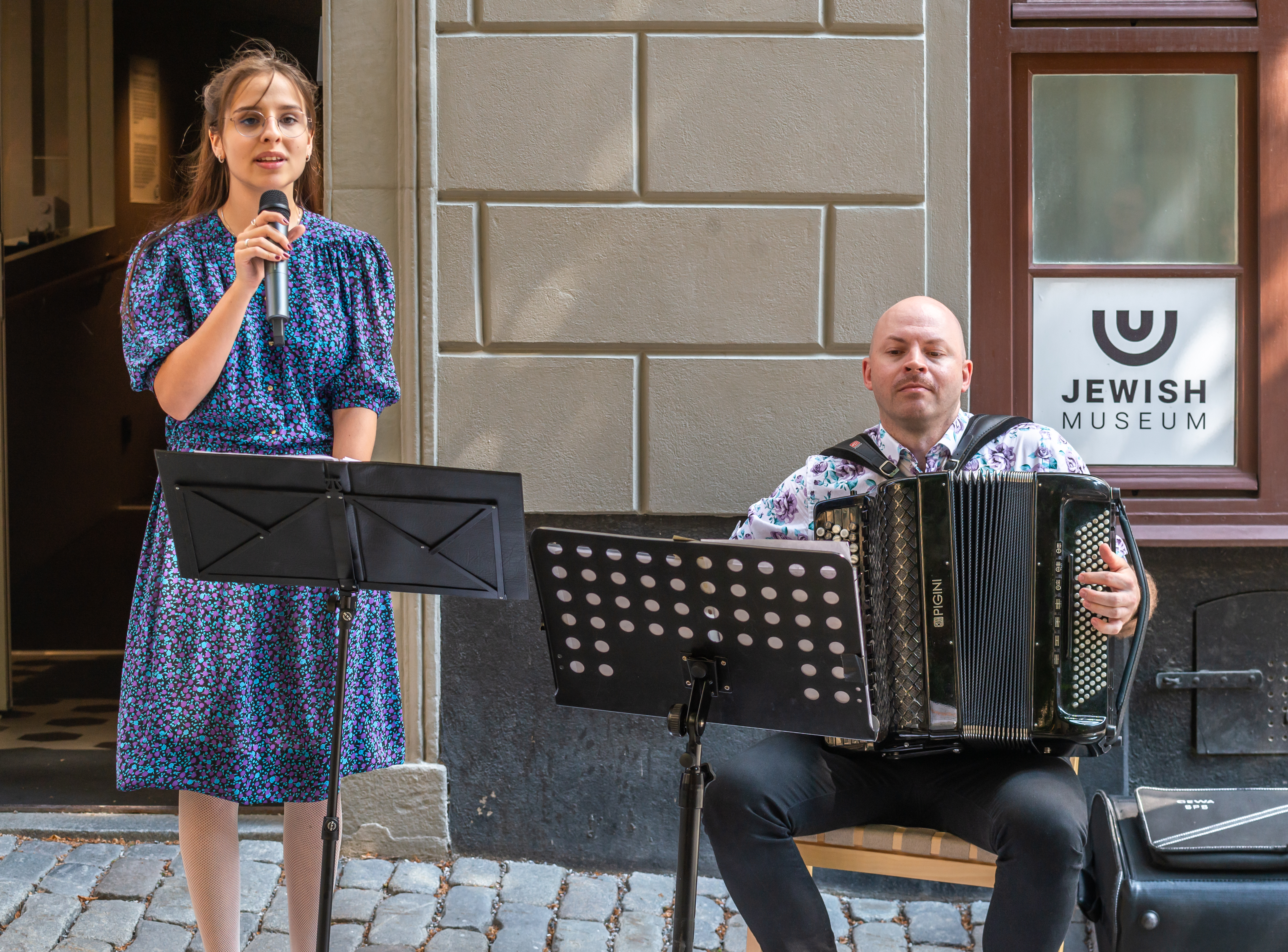
Jiddischmusik med Jerry Adbo & Gabrielle Aaron-Johansson utanför Judiska Museet på Tyska brunnsplan i Gamla stan i Stockholm 2021.

Klezmer (jiddisch: קלעזמער, polska: klezmorim), ursprungligen term för judiska, mestadels folkliga musiker i Östeuropa, i vidare bemärkelse också instrument och den instrumentala musik som utövades bland ashkenazim, det vill säga de i huvudsak jiddischtalande östeuropeiska judarna.
Klezmer har sitt ursprung i den musik som framfördes av judiska spelmän i Öst- och Centraleuropa fram till andra världskriget. Den moderna klezmermusiken har dock inte mycket gemensamt med sin anfader. Klezmermusiken har influerats starkt av bland annat östeuropeisk folkmusik och romsk musik. När många östeuropeiska judar flyttade till USA i slutet på 1800-talet och början av 1900-talet och då tog med sig musiken, påverkades den även av amerikansk populärmusik, främst jazz.

## Klezmer i Sverige
Några svenska klezmergrupper är Den Flygande Bokrullen, Kandels Kapell, Sternfall, Sabbath Hela Veckan och Stahlhammer Klezmer .